# ترانه کار (ترانه هوزیر)
«ترانه کار» تک‌آهنگی از هنرمند اهل ایرلند هوزیر (موسیقی‌دان) است که در ۱۶ مارس ۲۰۱۵ میلادی منتشر شد. این ترانه پنجمین تک‌آهنگ از اولین آلبوم هوزیر با نام هوزیر است که منتشر می‌شود. متن این ترانه درباره عشقی یک‌طرفه است و شخصیت به قدری از عشق بیمار است که نمی‌تواند غذا بخورد.